# Punta Luis Cruz
Punta Luis Cruz ist eine Landspitze an der Rymill-Küste des Palmerlands auf der Antarktischen Halbinsel. Sie ragt südlich des Kap Jeremy in den George-VI-Sund hinein.
Wissenschaftler der 1. Chilenischen Antarktisexpedition (1946–1947) benannten sie vermutlich nach einem Teilnehmer der Forschungsreise.